# Ferrostaal

Logo der MAN Ferrostaal bis November 2009

Die Ferrostaal GmbH ist ein deutsches Industriedienstleistungsunternehmen mit Sitz in Essen. Seit März 2012 ist Ferrostaal im Besitz der MPC Industries GmbH.
Im Jahr 2013 erwirtschaftete die Ferrostaal-Gruppe einen Umsatz von knapp 900 Millionen Euro und beschäftigte weltweit rund 3.600 Mitarbeiter an über fünfzig Standorten.

## Geschichte

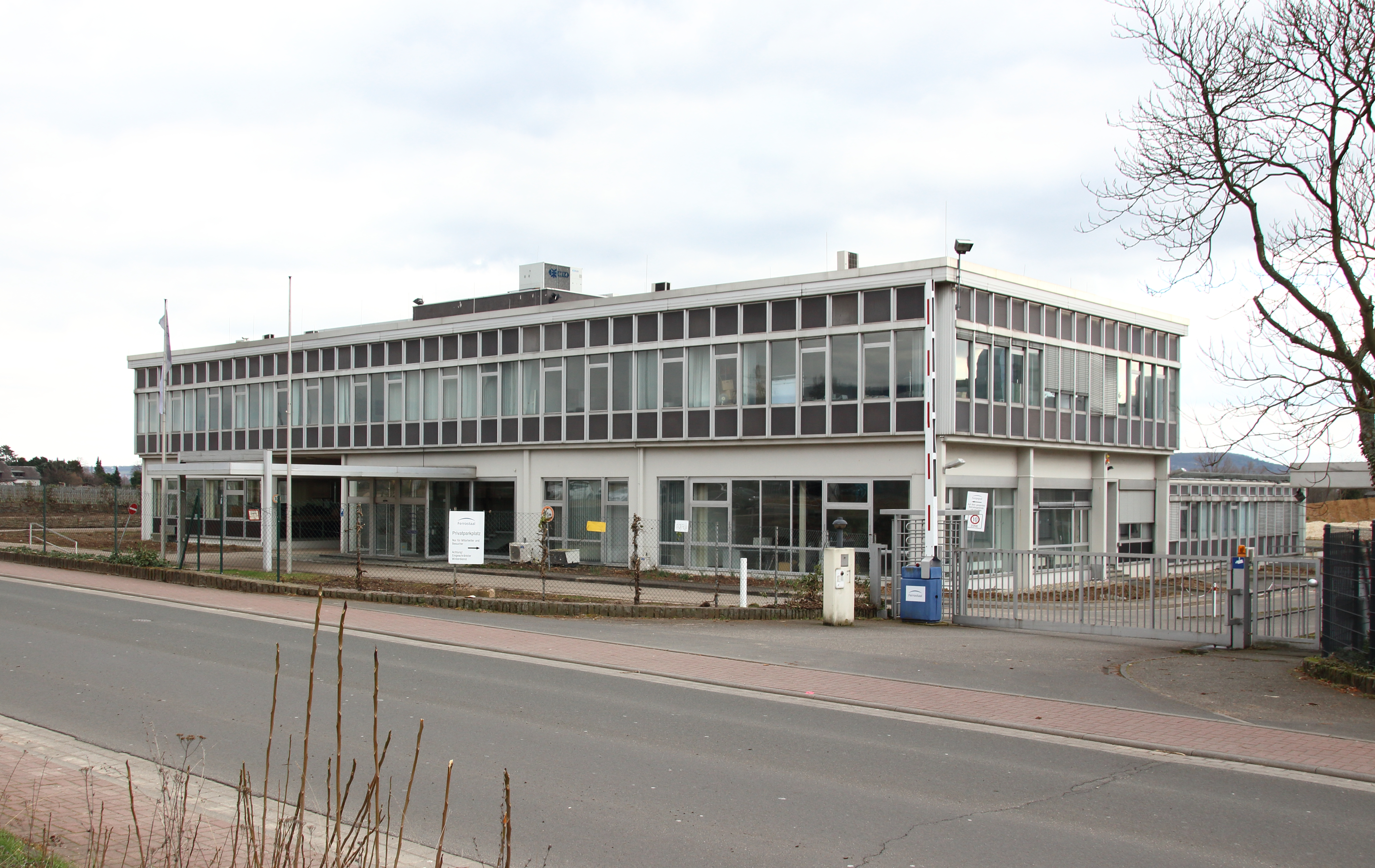
Verwaltungsgebäude in Geisenheim

Nach dem Ersten Weltkrieg wollten Unternehmer aus dem Ruhrgebiet die vom deutschen Heer in Belgien zurückgelassenen Fronteisenbahnen in die Vereinigten Staaten verkaufen. Da dies der Versailler Vertrag nicht zuließ, wurde Ferrostaal (Ferro für Eisenbahn, Staal niederländisch für Stahl) 1919 als Ferrostaal N.V. in Den Haag in den Niederlanden gegründet. Das Unternehmen betätigte sich im Stahlhandel. 1921 beteiligte sich der Oberhausener Gutehoffnungshütte Aktienverein (GHH), das Mutterunternehmen der MAN, an Ferrostaal, 1926 wurde das Unternehmen komplett übernommen und als Handelsgesellschaft der Gutehoffnungshütte als Ferrostaal AG mit Sitz in Essen weitergeführt.
In der Folgezeit expandierte das Unternehmen ins Ausland, verstärkt auch nach Südamerika. Nach Zerstörungen im Zweiten Weltkrieg wurde das Unternehmen rasch wieder aufgebaut und 1950 mit der Hanseatischen Eisen- und Drahthandel G.m.b.H. zusammengeschlossen. und betätigte sich seit dem weltweit im Stahl- und Maschinenhandel.
Seit den 1960er Jahren ist Ferrostaal auch im Anlagenbau aktiv und erwirtschaftete bereits 1964 einen Umsatz von knapp einer Milliarde DM.
1990 erwarb Ferrostaal die bundeseigene Rüstungs-Holding Deutsche Industrieanlagen GmbH und ihre Tochtergesellschaft Fritz Werner Industrie-Ausrüstungen GmbH in Geisenheim. Nach dem Einstieg der Ferrostaal wurden die militärischen Aktivitäten in der DIAG-Gruppe zunehmend zurückgefahren und stattdessen eine Ausweitung des zivilen Anlagenbau-Geschäfts betrieben, vornehmlich im arabischen Raum und im Mittleren Osten. 1997 wurde das Öl- und Gas-Montagegeschäft aus der Schwestergesellschaft MAN-GHH in das neu gegründete Ferrostaal-Tochterunternehmen MAN GHH Öl- und Gas GmbH eingebracht; dieses wurde Anfang 2002 auf die Fritz Werner verschmolzen. Die neue Geisenheimer Gesellschaft Ferrostaal Industrieanlagen GmbH bündelt somit das Montagegeschäft im Öl- und Gasbereich mit klassischen Anlagenbauprojekten in Nordafrika, Asien und neuerdings auch in Lateinamerika.
Um die Anlagenbausparte auszubauen und zu vertiefen, erwarb Ferrostaal im Jahr 1997 die saarländische Montage- und Stahlbaugesellschaft DSD Dillinger Stahlbau GmbH mit 6000 Beschäftigten und zahlreichen In- und Auslandsbeteiligungen. Auch in den Jahren vor dem Erwerb hatte Ferrostaal bereits größere Gemeinschaftsprojekte (z. B. in Venezuela und Nigeria) mit DSD abgewickelt.
Größere Synergieeffekte konnten insbesondere im Kraftwerksbau realisiert werden; dieser Bereich wurde 2006 von der DSD auf die Ferrostaal Industrial Projects GmbH übertragen. Auch die Tätigkeiten in der Lufttechnik- und Nuklearsparte entwickelten sich sehr positiv; diese sind seit 2007 in der Ferrostaal Air Technology gebündelt. Dagegen wurden die übrigen DSD-Geschäftsbereiche (Stahlbau, Industriemontage, Parkhausbau) in den Jahren ab 2004 als DSD Steel Group sukzessive an mittelständische Investoren veräußert.
Besonders erfolgreich verlief der Einstieg der Ferrostaal in das Zulieferer- und Komponentenfertigungs-Geschäft für die Automobilindustrie. Auch dieses Geschäft wurde ursprünglich von der DSD in Saarlouis entwickelt, von 1988 bis 1997 als Joint Venture zwischen DSD und Ferrostaal AG betrieben und 1997 in der Ferrostaal Industrie- und Systemlogistik GmbH (heute: Ferrostaal Automotive) gebündelt. Zurzeit unterhält der Automotive-Bereich größere Logistik- und Montagestandorte in Deutschland, Belgien und Polen.
Dagegen hat Ferrostaal ihr traditionelles Stahlhandelsgeschäft in mehreren Schritten abgegeben. Der Inlands-Stahlbereich wurde Ende 1994 an den Duisburger Stahlhändler Klöckner & Co veräußert. Das Betonstahlverlegegeschäft wurde zunächst fortgeführt (unter anderem mit prestigeträchtigen Projekten wie dem CentrO in Oberhausen und dem Sony Center in Berlin); Ende 2000 hat Ferrostaal diesen Geschäftsbereich jedoch an die niederländische Holterman BV abgegeben. Der internationale Stahlhandel schließlich wurde 2007 in die Joint-Venture-Gesellschaft Coutinho & Ferrostaal mit Sitz in Hamburg eingebracht und 2012 an den mexikanischen Mitgesellschafter Grupo Villacero veräußert.
Bei Ferrostaal verblieben ist der Röhrenhandel, der in der Ferrostaal Piping Supply GmbH und verschiedenen ausländischen Tochtergesellschaften angesiedelt ist. Die Ferrostaal-Piping-Gruppe fungiert als weltweiter Zulieferer der petrochemischen Industrie, insbesondere für Produkte im Rohrleitungsbau.
Seit 2006 gelang es der Ferrostaal-Gruppe, ihr Anlagenbaugeschäft neben der schon seit längerem erfolgreichen Petrochemie-Sparte (Methanol-, Ammoniakanlagen) auch auf erneuerbare Energien (Solar, Biokraftstoffe, Wind) zu erweitern. So konnten in den letzten Jahren mehrere Biodieselanlagen (Polen, Niederlande), Windparks (Uruguay) und solarthermische Kraftwerke (Andasol / Spanien) realisiert werden, letztere im Verbund mit der Solar Millennium AG.
Im Januar 2009 veräußerte die MAN 70 % der Ferrostaal-Anteile an die International Petroleum Investment Company (IPIC) aus Abu Dhabi. Zum 27. November 2009 wurde die MAN Ferrostaal Aktiengesellschaft in Ferrostaal AG umfirmiert. Die restlichen 30 % des Kapitals an Ferrostaal sollten Ende 2010 von IPIC übernommen werden; jedoch lehnte diese den Kauf der restlichen Anteile wegen der Mitte 2009 begonnenen Korruptionsermittlungen gegen Ferrostaal ab. Im Oktober 2010 wurde von IPIC ein Schiedsgerichtsverfahren angestrengt, mit dem erklärten Ziel, den Ferrostaal-Kauf rückabzuwickeln bzw. von MAN für durch die Korruptionsaffäre entstandene Verluste entschädigt zu werden. Am 28. November 2011 erklärte sich MAN bereit, die von IPIC gehaltene 70-%-Beteiligung zu einem (Rück-)Kaufpreis von 350 Millionen Euro zu übernehmen.
Im März 2012 erfolgte dann der Komplettverkauf an das Hamburger Handelshaus MPC Münchmeyer Petersen & Co. für 160 Millionen Euro. Somit ist Ferrostaal nun zu 100 % im Besitz der MPC Industries GmbH, einer Schwestergesellschaft der MPC Münchmeyer Petersen & Co. Im Zuge der Übernahme wurde Ferrostaal in die neue Ferrostaal GmbH umgewandelt.

### Korruptionsaffäre
Die Münchner Staatsanwaltschaft ermittelte ab 2010 gegen Mitarbeiter, inklusive den Ex-Vorstandsvorsitzenden Matthias Mitscherlich. Das Unternehmen soll jahrelang das Auslandsgeschäft mit Schmiergeldern unterstützt haben, u. a. im Zusammenhang mit der Beschaffung von U-Booten der Klasse 214 im Wert von 2,85 Milliarden Euro durch Griechenland. Im Zuge eines unternehmensinternen Amnestieprogrammes berichteten dutzende Beschäftigte von regelwidrigen Zahlungen. Im Dezember 2011 wurden das ehemalige Ferrostaal-Vorstandsmitglied Johann-Friedrich Haun und ein früherer Prokurist vom Landgericht München I wegen Bestechung ausländischer Amtsträger zu Freiheitsstrafen von jeweils zwei Jahren auf Bewährung und Geldstrafen im fünfstelligen Bereich verurteilt. Sie hatten zuvor gestanden, im Jahr 2000 in Griechenland und im Jahr 2003 in Portugal insgesamt etwa 62 Millionen Euro an Bestechungsgeldern an administrative Entscheidungsträger gezahlt zu haben, um U-Boot-Aufträge zu erhalten. Zu den Empfängern soll unter anderem der ehemalige griechische Verteidigungsminister Akis Tsochatzopoulos gehört haben.
In seiner Urteilsbegründung gestand das Gericht zu, dass beide Angeklagten lange Jahre untadelig für ihre Firma Ferrostaal gewirkt und mit den Schmiergeldzahlungen eine Praxis übernommen hätten, „die bis 1999 bei nahezu allen Unternehmen gang und gäbe war und von unseren Behörden akzeptiert wurde“, wie der Vorsitzende Richter Hans-Joachim Eckert ausführte. Andererseits hätten die Manager gewusst, dass ihr Handeln illegal gewesen sei, auch wenn keine persönliche Bereicherung vorgelegen hätte. Zur Abschöpfung der durch die Schmiergeldzahlungen erzielten Unternehmensgewinne wurde Ferrostaal zu einer Geldbuße von knapp 140 Millionen Euro verurteilt, nachdem zuerst eine Strafe von 177 Millionen Euro im Gespräch war.

## Unternehmensstruktur
Insgesamt agiert Ferrostaal in mehr als sechzig Ländern weltweit. Schwerpunkte der Aktivitäten liegen in Lateinamerika, Asien, dem Nahen Osten, Europa und Afrika. Das Unternehmen teilt sich in die Geschäftsbereiche Projects und Services auf, die sich in jeweils vier Bereiche gliedern.

### Projects
In der Sparte Projects mit den Unterteilungen Solar, Biofuels, Petrochemical und Industrial Projects errichtet Ferrostaal als Generalunternehmer oder zusammen mit anderen Konsorten Industrieanlagen. Seit 2007 konzentrieren sich die Aktivitäten des Unternehmens zunehmend auf erneuerbare Energien und Biokraftstoffe. Kernkompetenzen sind hier die Projektentwicklung, Finanzierung, Projektmanagement und die Integration von Partnern.
Petrochemical errichtet Anlagen für Produkte wie Methanol und Düngemittel. Auch Olefine und Raffinerieprodukte gehören zum Portfolio des Bereichs. Der Geschäftsbereich hat in den vergangenen Jahren unter anderem fünf Methanolanlagen und zwei Ammoniakanlagen auf Trinidad errichtet.
Industrial Projects baut Gas- und Dampfkraftwerke, metallurgische Anlagen wie beispielsweise Hochöfen sowie Kompressorstationen für die Öl- und Gasindustrie. In der MENA-Region (Middle East North Africa) liefert das Unternehmen Ausrüstung für die Erschließung von Öl- und Gasfeldern sowie Anlagen zur Weiterverarbeitung von Öl und Gas.

### Services
Der Geschäftsbereich Services besteht aus den Unterbereichen Equipment, Automotive, Governmental und Ships.
Im Bereich Equipment Solutions vertreibt das Unternehmen Maschinen für die Druck-, Metallverarbeitungs- und Verpackungsindustrie. Ferrostaal ist nach eigenen Angaben der größte lieferantenunabhängige Dienstleister der grafischen Industrie.
- Piping Supply liefert Rohre und entsprechendes Zubehör für Ölgesellschaften, Chemiekonzerne, Anlagenbauer und Energieversorger. Die niederländische Van Leeuwen Pipe and Tube Group übernahm zum 1. Mai 2018 diesen Geschäftsbereich von Ferrostaal.
- Transportation beschafft und modernisiert Schienenfahrzeuge wie Lokomotiven und Straßenbahnfahrzeuge.
- Automotive montiert Fahrzeugkomponenten zu kompletten Modulen und liefert diese Just-In-Sequence an die Automobilhersteller.
- Der Unterbereich Governmental wickelt Gegengeschäfte im Zusammenhang mit U-Boot-Projekten ab.